# Никитин, Анатолий Алексеевич
Анатолий Алексеевич Никитин (род. 24 января 1948, Китовское сельское поселение, Рязанская область) — российский политический деятель, депутат Государственной думы третьего созыва.

## Биография
Родился 24 января 1948 г. в д. Кочемары Касимовского района Рязанской области; окончил Касимовский индустриальный техникум в 1967 г., заочное отделение факультета истории Рязанского государственного педагогического института в 1977 г.

### Депутат госдумы
14 января 2000 года стал депутатом Государственной Думы ФС РФ третьего созыва по общефедеральному списку избирательного объединения КПРФ (путем передачи мандата Амана Тулеева).
С 2005 г. — депутат Рязанской областной Думы